# Jaime Pizarro
Jaime Augusto Pizarro Herrera (Santiago, 2 de marzo de 1964) es un exfutbolista, entrenador y político chileno. Desde el 10 de marzo de 2023, se desempeña como Ministro del Deporte de su país bajo el gobierno del presidente Gabriel Boric. Anteriormente, se desempeñó como Subsecretario de Deportes bajo el primer gobierno de la presidenta Michelle Bachelet entre 2007 y 2009. Es padre del futbolista Vicente Pizarro. 
Jugó de centrocampista, desarrollando su carrera principalmente en Colo-Colo, club del cual es considerado un ídolo, por haber sido campeón tanto como jugador como director técnico, obteniendo 14 trofeos como futbolista (6 Campeonatos nacionales, 5 Copas Chile, 1 Copa Libertadores de América, 1 Recopa Sudamericana, 1 Copa Intercontinental) y siendo el tercer jugador con más títulos, detrás de Marcelo Ramírez y Lizardo Garrido, con 15 trofeos. Luego saldría campeón como director técnico de Colo-Colo del Torneo Clausura 2002. También se desempeñó como gerente de Colo-Colo entre los años 2011 y 2012. Jugando por la selección chilena fue internacional en 53 partidos, obteniendo por Copa América el subcampeonato de 1987 en Argentina y el tercer lugar de 1991 en Chile. Fue elegido el mejor volante defensivo del mundo 1987-1988, por la revista France Football.

## Carrera deportiva

### Como jugador
Comenzó dando primeros pasos como futbolista en las canchas del colegio San Pedro Nolasco de Vitacura. Fue descubierto por el exjugador de Colo-Colo Bernardo Bello, quien lo llevó a las inferiores del conjunto Albo. Debutó en el primer equipo el 7 de marzo de 1982 en un encuentro amistoso frente a Olimpia en el que se hace indiscutible en dicho club y también en la selección nacional. Su consagración llega con la capitanía y la obtención de la Copa Libertadores, siendo fundamental en su rol de volante defensivo cargado hacia la izquierda en el dibujo táctico de Mirko Jozic. 
El "Kaiser" era un volante defensivo moderno y completo, muy eficaz en la recuperación del balón y dinámico e inteligente en lo que se refiere a la generación de fútbol. Agresivo en el quite, arrojado en la lucha, generoso en el despliegue y poseedor de una excelente ubicación, su mezcla de potencia y precisión en el remate lo convierten en un excelente tirador de media distancia, o bien en lanzamientos con balón detenido. Técnico en el manejo y capaz de manejar indistintamente ambas piernas, además de adaptarse muy bien a cualquier puesto posee regularidad y liderazgo. Resumiendo, el hoy retirado mediocampista que alguna vez supo ser reconocido como el mejor del mundo en el puesto por la revista France Football es un excelente volante defensivo, capaz de recuperar balones a lo ancho del terreno y comerse el mediocampo con su despliegue para luego distribuir el balón con sapiencia y dinámica o bien desdoblarse en posiciones ofensivas con gran peligrosidad. 
Posteriormente en 1993, etapa en la cual consiguió 6 campeonatos nacionales, 5 copas de apertura y 3 títulos internacionales, incluida la Copa Libertadores de América, parte a buscar suerte en nuevas competencias, anclando en Argentinos Juniors y Barcelona Sporting Club, regresó por un breve período a Colo-Colo en 1994 para luego emigrar a Tigres de UANL donde jugó a lo largo de 1995. Finalmente retornó a Chile para jugar en Palestino y Universidad Católica, donde logró un nuevo campeonato en 1997. Se retiró en 1999 vistiendo los colores del cuadro cruzado y así culminó su paso como futbolista de sus primeros años hasta que la fecha en la cual se retiró.

### Como entrenador
Tras pasos como entrenador en la cantera de Universidad Católica, además de una corta estadía como ayudante de Pedro García en la Selección Chilena, se encontraba ejerciendo labores administrativas en Universidad Católica, conformando el plantel para el año 2002, cuando recibió un llamado de Colo-Colo para dirigir a los albos, que luego se declaró en quiebra. Pese a las dificultades, se corona campeón del Torneo de Clausura en el mismo año y en el siguiente llega a la final de los dos torneos, cayendo en ambas con Cobreloa. A mediados de 2004 deja el club de Pedreros. 
Tras dejar la escuadra del “cacique” ha dirigido a Audax Italiano y a Palestino, consiguiendo con este último la permanencia en primera división en 2006.
Tras 14 años, en febrero de 2021 fue anunciado como nuevo entrenador de Barnechea de la Primera B Chilena. En julio del mismo año, deja la banca del conjunto huaicochero por mutuo acuerdo, con 3 victorias en 11 partidos.

## Selección nacional
Por la selección nacional debutó el 6 de mayo de 1986 frente a Brasil. Fue internacional en 53 partidos y jugó la final de la Copa América 1987. Su último partido fue frente a Ecuador el 24 de junio de 1993. Estaba siendo considerado por Nelson Acosta para jugar la Copa América 1999, pero una lesión lo apartó definitivamente de la posibilidad de volver a vestir la camiseta de Chile.

### Participaciones en Eliminatorias Sudamericanas
| Eliminatorias                    | País   | Resultado     | Partidos | Goles |
| -------------------------------- | ------ | ------------- | -------- | ----- |
| Eliminatorias Sudamericanas 1990 | Italia | Descalificado | 4        | 0     |

### Participaciones en Copa América
| Torneo            | Sede      | Resultado     | Partidos | Goles |
| ----------------- | --------- | ------------- | -------- | ----- |
| Copa América 1987 | Argentina | Subcampeón    | 4        | 0     |
| Copa América 1989 | Brasil    | Primera ronda | 4        | 1     |
| Copa América 1991 | Chile     | Tercer lugar  | 7        | 0     |
| Copa América 1993 | Ecuador   | Primera ronda | 3        | 0     |

## Carrera política
El 31 de julio de 2007 la presidenta Michelle Bachelet nombró a Jaime Pizarro Subsecretario del Instituto Nacional de Deportes (Chiledeportes), tras la renuncia de Ricardo Vorpahl. El día 17 de noviembre de 2009, presentó su renuncia para integrarse nuevamente al ámbito futbolístico.
Durante su gestión, esta repartición del Estado fue intervenida profundamente, como medida reparatoria, luego de la crisis vivida durante los años 2005 y 2006.[cita requerida] Dentro de los logros más relevantes de su período esta la construcción de cuatro estadios de fútbol, que albergaron el mundial femenino sub-20 en el año 2008, los que a su vez conformaron la primera etapa de la "Red de Estadios del Bicentenario". Además, se consiguió el paso del evento Rally Dakar por Chile, dando al país la posibilidad de exhibirse al mundo.[cita requerida]
El 10 de marzo de 2023, asume como Ministro del Deporte en la administración de Gabriel Boric, debiendo asumir el desafío de los Juegos Panamericanos Santiago 2023.
Desde mediados de enero de 2025, su nombre comenzó a sonar como un posible candidato a la Presidencia de la República de Chile para las elecciones presidenciales a efectuarse en noviembre de 2025, tras ser propuesto por el senador socialista Fidel Espinoza durante una entrevista que este último concedió a un medio radial. Días más tarde, el propio Jaime Pizarro manifestó no descartar la posibilidad, aunque su prioridad es mantenerse en las actividades de su cargo actual.

## Clubes

### Como jugador
| Club                 | País      | Año       |
| -------------------- | --------- | --------- |
| Colo-Colo            | Chile     | 1982-1993 |
| Argentinos Juniors   | Argentina | 1993      |
| Barcelona            | Ecuador   | 1994      |
| Colo-Colo            | Chile     | 1994      |
| Tigres               | México    | 1995      |
| Palestino            | Chile     | 1996      |
| Universidad Católica | Chile     | 1997-1999 |

### Como entrenador
- Actualizado al 25 de julio de 2021.

| Club           | País  | Año       | PJ  | PG | PE | PP | Rendimiento |
| -------------- | ----- | --------- | --- | -- | -- | -- | ----------- |
| Colo-Colo      | Chile | 2002-2004 | 125 | 62 | 32 | 31 | 58.13%      |
| Audax Italiano | Chile | 2005      | 13  | 3  | 4  | 6  | 33.34%      |
| Palestino      | Chile | 2006-2007 | 27  | 7  | 8  | 12 | 35.81%      |
| Barnechea      | Chile | 2021      | 14  | 4  | 0  | 10 | 28.57%      |
| Total          | Total | Total     | 179 | 76 | 44 | 59 | 50.65%      |

## Palmarés

### Como jugador

#### Campeonatos nacionales
| Título           | Club                 | País  | Año    |
| ---------------- | -------------------- | ----- | ------ |
| Copa Chile       | Colo-Colo            | Chile | 1982   |
| Primera División | Colo-Colo            | Chile | 1983   |
| Copa Chile       | Colo-Colo            | Chile | 1985   |
| Primera División | Colo-Colo            | Chile | 1986   |
| Copa Chile       | Colo-Colo            | Chile | 1988   |
| Copa Chile       | Colo-Colo            | Chile | 1989   |
| Primera División | Colo-Colo            | Chile | 1989   |
| Copa Chile       | Colo-Colo            | Chile | 1990   |
| Primera División | Colo-Colo            | Chile | 1990   |
| Primera División | Colo-Colo            | Chile | 1991   |
| Primera División | Colo-Colo            | Chile | 1993   |
| Primera División | Universidad Católica | Chile | 1997-A |

#### Copas internacionales
| Título                | Club      | Sede              | Año  |
| --------------------- | --------- | ----------------- | ---- |
| Copa Libertadores     | Colo-Colo | Santiago de Chile | 1991 |
| Recopa Sudamericana   | Colo-Colo | Santiago de Chile | 1992 |
| Copa Intercontinental | Colo-Colo | Kōbe              | 1992 |

### Como entrenador

#### Campeonatos nacionales
| Título           | Club      | País  | Año    |
| ---------------- | --------- | ----- | ------ |
| Primera División | Colo-Colo | Chile | 2002-C |

### Distinciones personales
| Distinción                                                                   | Año       |
| ---------------------------------------------------------------------------- | --------- |
| Jugador con Mejor Conducta por la Mutual de Árbitros Profesionales de Fútbol | 1987      |
| Premio al Mejor del Fútbol de la Revista Triunfo                             | 1987      |
| Mejor volante defensivo del mundo por la Revista France Football             | 1987-1988 |
| Mejor Deportista del Fútbol Profesional (Chile)                              | 1987-1988 |
| Premio a la destacada trayectoria futbolística                               | 2009      |

### Capitán de Colo-Colo
| Predecesor: Raúl Ormeño | Capitán de Colo-Colo 1991-1993 | Sucesor: Patricio Yáñez |

### Otras actividades profesionales
| Predecesor: Óscar Fabbiani    | Mejor Deportista del Fútbol Profesional (Chile) 1987-1988                      | Sucesor: Héctor Hoffens    |
| Predecesor: Roberto Hernández | Entrenador de Colo-Colo 2002-2004                                              | Sucesor: Ricardo Dabrowski |
| Predecesor: Roberto Hernández | Entrenador de Audax Italiano 2005                                              | Sucesor: Raúl Toro         |
| Predecesor: Daniel Salvador   | Entrenador de Palestino 2006-2007                                              | Sucesor: Jaime Escobar     |
| Predecesor: Ricardo Vorpahl   | Subsecretario del Deporte de Chile 30 de julio de 2007-17 de noviembre de 2009 | Sucesor: Marcela González  |
| Predecesor: Ariel Leporati    | Entrenador de Barnechea 25 de febrero de 2021-27 de julio de 2021              | Sucesor: John Armijo       |
| Predecesor: Alexandra Benado  | Ministro del Deporte de Chile 10 de marzo de 2023-Act.                         | Sucesor: Incumbente        |